# Stéphane Peterhansel
Stéphane Peterhansel (* 6. dubna 1965 Échenoz-la-Méline, Francie) je francouzský automobilový závodník, který dokázal 14× zvítězit v Rallye Dakar, z toho 6× na motocyklu.
Svoji sportovní kariéru začal na skateboardu. Na něm se ve 14 letech stal mistrem Francie. Později začal jezdit na Enduru, dvakrát byl mistrem Evropy a jednou zvítězil na Šestidenní.
Rallye Dakar se účastnil poprvé v roce 1988 a to v kategorii motocyklů. V roce 1991 poprvé zvítězil. V kategorii motocyklů zvítězil ještě v letech 1992, 1993, 1995, 1997, 1998. Od roku 1999 jezdí v kategorii automobilů, ve které zvítězil v letech 2004, 2005, 2007, 2012, 2013, 2016, 2017 a 2021.
Vystupoval jako soutěžící v jedné z epizod televizní soutěže Pevnost Boyard, a to 12.8.1995.